# Frank Eck Stadion
Het Franck Eck Stadion is een honkbalstadion in de Universiteit van Notre Dame in de Verenigde Staten. Het stadion heeft plaats voor 2500 mensen. Het stadion is betaald door de oud-leerling Frank Eck, die eigenaar is van Advanced Drainage Systems, Inc.. Het Frank Eck Stadion is gebouwd en geopend in 1994. Het stadion is het huis-stadion van de Notre Dame Fighting Irish.